# آیخان عباس‌اف
آیخان عباس‌اف (ترکی آذربایجانی: Ayxan Fərzux oğlu Abbasov؛ زادهٔ ۲۵ اوت ۱۹۸۱) بازیکن فوتبال اهل جمهوری آذربایجان است.
از باشگاه‌هایی که در آن بازی کرده‌است می‌توان به باشگاه فوتبال توران تووز، باشگاه فوتبال قره‌باغ، و باشگاه فوتبال کشله اشاره کرد.
وی همچنین در تیم ملی فوتبال زیر ۲۱ سال جمهوری آذربایجان بازی کرده‌است.